# Sydney Carter
Sydney Bertram Carter,  född 6 maj 1915 i Camden Town, London, död 13 mars 2004 i Herne Hill, också i London, var en engelsk poet, folkmusiker och psalmförfattare. Han är bäst känd som författare till hymnen Lord of the Dance (1963), skriven till den amerikanska shaker-melodin Simple Gifts, och sången The Crow on the Cradle. Psalmen When I needed a Neighbour, författad 1965, har översatts till svenska av Anders Frostenson (Jag behövde en nästa, 1968).

## Karriären
Carter studerade vid Christ's Hospital school i Horsham, West Sussex, och vid Balliol College, Oxford, och utexaminerades 1936 som historiker. Pacifisten Carter anslöt sig till Friends' Ambulance Unit och tjänstgjorde som ambulanspersonal under andra världskriget i Egypten, Palestina and Grekland. Under 1950-talet arbetade han som textförfattare till olika revyer och musikaler. 
Under 1960-talet skrev Carter ett antal sångtexter, bland annat Lord of The Dance (se nedan) och till EP-skivan Songs of Faith and Doubt (1964 för sångaren Donald Swann). Han arbetade också som musikkritiker. Carter genomförde ett antal konsertturnéer under 1970- och 80-talen 
Carter gifte sig 1964 med Leela Nair och paret fick en son, Michael, som blev neurokirurg.

## Lord of The Dance
Carter skrev texten till Lord Of The Dance  1963 som en tribut till Shakers-musik. I sångtextens fem verser beskrivs Jesus som en "dansens herre", med uppmaningen i refrängen att vi alla, ledda av honom, ska dansa var vi än befinner oss. Carter har själv sagt om psalmen (fritt från citat på engelska):
| ” | Jag trodde inte att kyrkan skulle tycka om den alls. Förmodligen skulle många människor tycka att jag hade fladdrat iväg väl långt, kanske uppfatta den som hädisk eller i varje fall knappast kristen. Men i själva verket sjöng folk sången, och, utan att jag förstått hur, slog den an en sträng .... Hur som helst, det är den sortens kristendom jag tror på. Jag ser Kristus inte bara som Jesus; i andra tider och på andra platser, på andra planeter, kanske det finns andra Lords of the Dance. Men Jesus är den jag känner bäst. Jag sjunger om dansstegen som formats av Jesu liv och ord. Om Jesus någonsin dansat i Galileen till rytmerna av en flöjt eller trumma vet jag inte. Däremot sägs det att kung David dansade till guds ära, så det är inte omöjligt. Att den kristna kyrkan har betraktat dans som något ogudaktigt betyder inte att Jesus gjorde det. | „ |